# Sarah Paulson
Sarah Catharine Paulson (17. prosinca 1974.) je američka glumica. Nakon što je glumačku karijeru započela u kazalištu, tijekom 90-ih godina prošlog stoljeća nastupala je u televizijskim serijama American Gothic (1995. – 1996.) i Jack i Jill (1999. – 2001.). Paulson je također nastupila u komedijama kao što su Što žene vole (iz 2000. godine) i K vragu i ljubav (iz 2003. godine) te dramama Na putu rata (iz 2002. godine) i Zloglasna Bettie Page (iz 2005. godine). U razdoblju od 2006. do 2007. godine Paulson je igrala Harriet Hayes u NBC-jevoj humoristično-dramskoj televizijskoj seriji Studio 60 na Sunset Stripu, a za tu ulogu je prvi puta nominirana za nagradu Zlatni globus. Godine 2008. glumila je Ellen Dolan u superherojskokm noir filmu Spirit.
Paulson je nastupala na Broadwayju u predstavama kao što su The Glass Menagerie (iz 2005. godine) i Collected Stories (iz 2010. godine). Također je nastupila i u brojnim filmovima nezavisne produkcije te imala glavnu ulogu u ABC-jevoj humorističnoj seriji Cupid iz 2009. godine. Godine 2011. pojavila se u filmu Martha Marcy May Marlene, a godinu dana poslije zaradila je nominaciju za prestižnu televizijsku nagradu Emmy kao i nominaciju za Zlatni globus za portret Nicolle Wallace u HBO-ovom televizijskom filmu Promjena igre. U povijesnoj drami iz 2013. godine 12 godina ropstva Paulson je odglumila Mary Epps, a u drami Carol iz 2015. godine nastupila je u ulozi Abby Gerhard. Oba filma pobrala su hvalospjeve kritičara diljem svijeta te bili nominirani u različitim kategorijama za prestižnu nagradu Oscar.
Od 2011. godine Paulson redovito nastupa u FX-ovoj televizijskoj seriji Američka horor priča u kojoj je glumila različite likove u svih dosadašnjih sedam sezona serije. Za svoj rad na toj seriji Paulson je do danas bila nominirana za sveukupno četiri nagrade Emmy (u razdoblju od 2013. do 2016. godine) te osvojila dvije nagrade Udruženja televizijskih kritičara u kategoriji najbolje sporedne glumice u filmu i/ili mini-seriji (2013. i 2015. godine). Godine 2016. Paulson je odigrala ulogu državne tužiteljice Marcije Clark u prvoj sezoni serije Američka kriminalistička priča (podnaslova Narod protiv O.J. Simpsona). Za svoj rad na toj seriji osvojila je nagradu Emmy, nagradu Udruženja televizijskih kritičara, nagradu Udruženja glumaca Amerike i Zlatni globus - sve u kategoriji najbolje glavne glumice.
Godine 2017. magazin Time proglasio ju je jednom od stotinu najutjecajnijih ljudi godine.

## Rani život
Sarah Paulson rođena je 17. prosinca 1974. godine u Tampi (država Florida) kao kćer Catharine Gordon (rođ. Dolcater) i Douglasa Lylea Paulsona II. U južnoj Tampi živjela je sve do pete godine života kada su se njezini roditelji razveli. Neko vrijeme provela je u Maineu prije nego što se u dobi od pet godina sa svojom majkom preselila u New York. Živjela je u Queensu i Gramercy Parku prije nego što se trajno nastanila u Park Slopeu u Brooklynu. Ljeta bi provodila na Floridi sa svojim ocem. Paulson je pohađala srednju školu Fiorello H. LaGuardia na Manhattanu, a diplomirala je na Američkoj akademiji dramskih umjetnosti.

## Karijera
Paulson je svoju glumačku karijeru započela odmah po završetku srednje škole. U kazalištu Signature odigrala je ulogu u predstavi Hortona Footea pod nazivom Talking Pictures, a 1994. godine pojavila se i u epizodi televizijske serije Zakon i red. Godinu dana potom nastupila je filmu Hallmark produkcije Friends at Last s Kathleen Turner. Također je glumila i u televizijskoj seriji American Gothic koja se nije dugo zadržala na malim ekranima. Prvu redovitiju ulogu na televiziji odigrala je u humoristično-dramskoj seriji Jack i Jill.
Sarah Paulson imala je manju ulogu u HBO-ovoj seriji Deadwood, a također je glumila i glavni lik u jednoj epizodi kritički hvaljene serije Reži me. U NBC-jevoj seriji kratkog vijeka naziva Leap of Faith odigrala je glavnu ulogu, a tijekom 2004. godine nastupila je u sporednoj ulozi u ABC-jevoj seriji The D.A. koja je prekinuta s emitiranjem nakon samo par epizoda. Što se kazališta tiče, Paulson je nastupila u predstavama The Glass Menagerie na Broadwayju, te Killer Joe i Colder Than Here u Off-Broadwayju.
Tijekom televizijske sezone 2006./07., Paulson je nastupila u NBC-jevoj seriji Studio 60 na Sunset Stripu u kojoj je glumila Harriet Hayes. Nastup u toj seriji donio joj je prvu nominaciju za nagradu Zlatni globus u kategoriji najbolje sporedne glumice u seriji, mini-seriji ili TV-filmu. U prosincu 2008. godine Paulson je nastupila u filmskoj adaptaciji stripa autora Willa Eisnera pod nazivom Spirit u kojoj je glumila Ellen Dolan.
Dana 25. kolovoza 2008. televizijska mreža ABC naručila je snimanje pilot epizode serije Cupid. To je bio remake istoimene serije iz 1998. godine u kojoj su glavne uloge ostvarili Jeremy Piven i Paula Marshall. U ovoj novoj verziji Paulson je trebala odigrati glavnu ulogu skupa s Bobbyjem Carnavaleom. Serija je s emitiranjem započela u ožujku 2009. godine, ali je ukinuta već 19. svibnja 2009. nakon emitiranih šest epizoda. Godine 2012. Paulson je nastupila u ulozi Nicolle Wallace u HBO-ovom televizijskom filmu Promjena igre čija se radnja temeljila na izbornoj kampanji za američkog predsjednika 2008. godine.
Godine 2011. Paulson je nastupila u gostujućoj ulozi u tri epizode FX-ove televizijske serije Američka horor priča u kojoj je odglumila lik Billie Dean Howard. Paulson se vratila u drugoj sezoni, podnaslova Američka horor priča: Ludnica, u kojoj je glumila novi lik, Lanu Winters - spisateljicu koja je smještena u umobolnicu zbog toga što je lezbijka. U trećoj sezoni serije, podnaslova Američka horor priča: Vještičja družba, Paulson je glumila Cordeliju Foxx, vješticu koja vodi akademiju za mlade vještice. U četvrtoj sezoni, podnaslova Američka horor priča: Cirkus nakaza, glumila je sestre blizanke Bette i Dot Tattler. Paulson se vratila i u petoj sezoni serije, podnaslova Američka horor priča: Hotel, u kojem je nastupila u ulozi Sally. U toj istoj sezoni u posljednjoj epizodi također se ponovno pojavila u ulozi Billie Dean Howard. U šestoj sezoni serije, podnaslova Američka horor priča: Kolonija Roanoke, Paulson je nastupila u ulozi britanske glumice Audrey Tindall koja se pojavljuje u dokumentarnom filmu My Roanoke Nightmare kao supruga i instruktorica yoge Shelby Miller.
Paulson je također nastupila u brojnim kritički hvaljenim filmovima. Godine 2012. glumila je Mary Lee u filmu Mud, a 2013. portretirala je Mary Epps u povijesnoj drami 12 godina ropstva. Godine 2015. nastupila je kao Abby Gerhard u romantičnoj drami Carol.
Uz filmsku, Paulsonica je imala i vrlo uspješnu kazališnu karijeru. Godine 2005. nastupila je kao Laura Wingfield u ponovnom oživljavanju drame autora Tennesseeja Williamsa The Glass Menagerie u kojoj je nastupila uz Jessicu Lange, Josha Lucasa i Christiana Slatera. Godine 2010. Paulson je glumila u kazališnom komadu Donalda Marguilesa Collected Stories skupa s Lindom Lavin.
Godine 2016. Paulson je odigrala glavnu žensku ulogu u televizijskoj seriji Američka kriminalistička priča. U njoj je nastupila u ulozi Marcije Clark, državne tužiteljice u stvarnom životu. Za ulogu u prvoj sezoni serije podnaslova Narod protiv O. J. Simpsona, Paulson je pobrala hvalospjeve kritičara diljem svijeta i osvojila brojne nagrade uključujući nagradu Udruženja televizijskih kritičara, svoju prvu prestižnu televizijsku nagradu Emmy, te Zlatni globus. Iste godine najavljeno je da će Paulson nastupiti u glumačkoj postavi nadolazećeg akcijskog hita Oceanovih 8. Godine 2017. Paulson je nastupila u sporednoj ulozi u hvaljenom Spielbergovom filmu Novine s Meryl Streep i Tomom Hanksom.

## Privatni život
U dobi od 25 godina, Paulson je dijagnosticiran melanom na leđima. Prije nego što se bolest mogla proširiti, madež je kasnije uklonjen operativnim zahvatom.
U razdoblju od 2004. do 2009. godine Paulson se nalazila u vezi s glumicom Cherry Jones. U intervjuu za internetsku stranicu Broadway.com iz 2013. godine, na pitanje o svojoj seksualnosti odgovorila je da je "situacija za mene poprilično jasna". Prije veze s Jones, izlazila je samo s muškarcima, uključujući i pisca kazališnih komada Tracyja Lettsa s kojim je bila i zaručena.
Od rane 2015. godine Paulson se nalazi u vezi s glumicom Holland Taylor.

## Vanjske poveznice
- Sarah Paulson u internetskoj bazi filmova IMDb-u (engl.)